# René Baudichon
René Baudichon fue un escultor y medallista francés, nacido el año 1878 en Tours y fallecido el 1963.

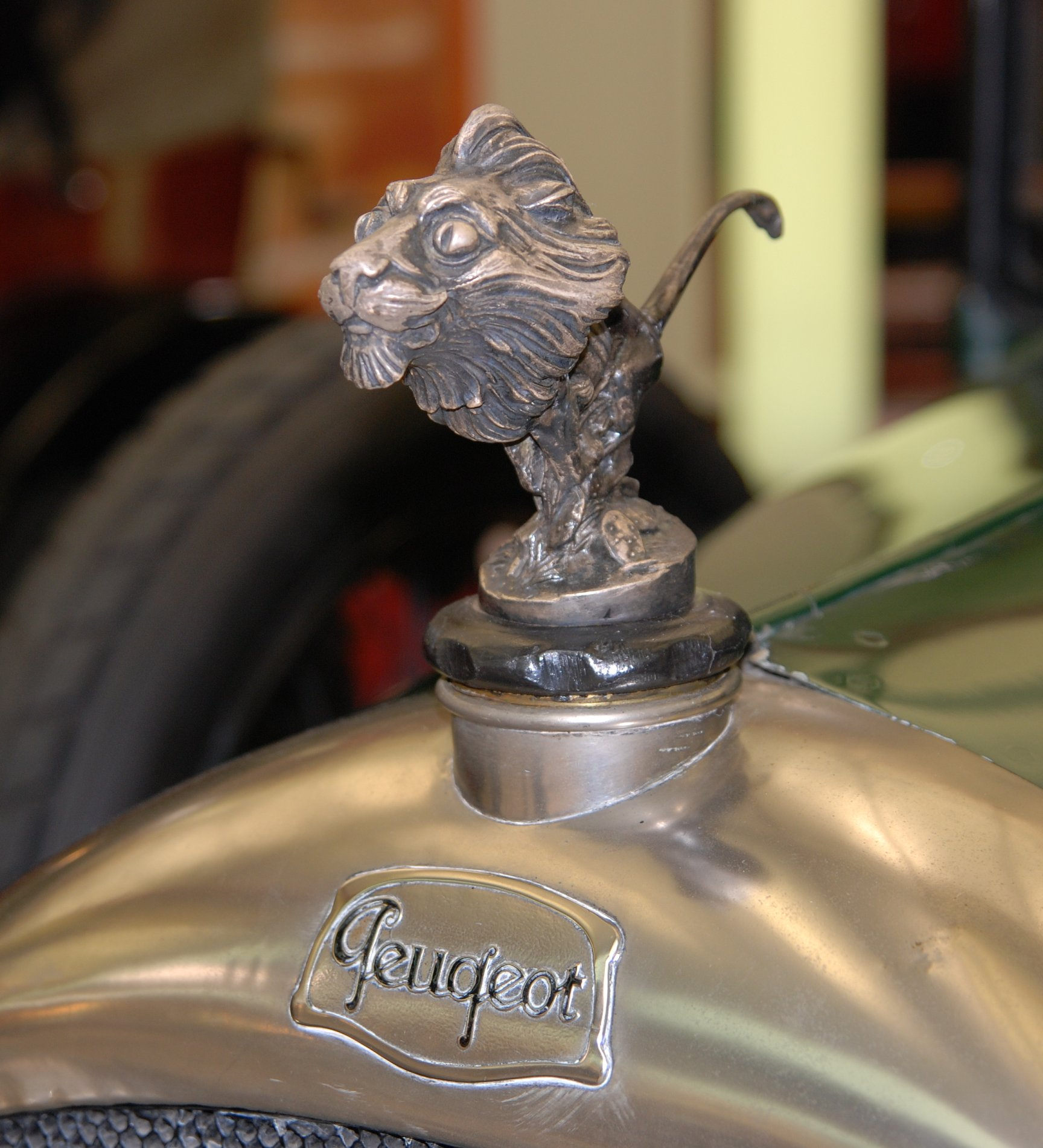
Estatuilla para Peugeot

## Vida y obras
Estudió en la Escuela de Bellas Artes de su ciudad natal, Tours, y se graduó en la Escuela de Bellas Artes de París donde fue alumno de Louis-Ernest Barrias, François-Léon Sicard y Vernon.·
Conocido por sus muchas medallas finamente grabadas, que están consideradas una forma de exonumia; también creó en 1922 una estatuilla ornamental en forma de caricatura de león corriendo, para la tapa del radiador en el morro de los coches de la compañía Peugeot.